# Plataforma Orbital Lunar Gateway
La Plataforma Orbital Lunar Gateway (LOP-G por sus siglas en inglés, Lunar Orbital Platform), también conocida como Lunar Gateway o simplemente Gateway, es una estación espacial que está prevista colocarse en órbita alrededor de la Luna. Está destinada a servir como centro de comunicaciones, laboratorio de ciencias, módulo de habitación a corto plazo y área de espera para rovers y otros robots.
Si bien el proyecto está liderado por la NASA, la Gateway está destinada a ser desarrollada, mantenida y utilizada en colaboración con socios comerciales e internacionales. Servirá como punto de partida para la exploración robótica y tripulada del polo sur lunar, y es el punto de partida propuesto para el concepto de transporte espacial profundo de la NASA para el transporte a Marte.
Se espera que las disciplinas científicas que se estudiarán en la Gateway incluyan ciencia planetaria, astrofísica, observaciones de la Tierra, heliofísica, biología espacial fundamental y salud y rendimiento humanos.
El desarrollo de Gateway incluye a cuatro de los socios de la Estación Espacial Internacional: ESA, NASA, JAXA y CSA.A partir de abril de 2024, la construcción de los módulos iniciales de habitabilidad y propulsión está en marcha. El Grupo Internacional de Coordinación de Exploración Espacial (ISECG), que está compuesto por 14 agencias espaciales, incluida la NASA, ha concluido que Gateway será fundamental para expandir la presencia humana en la Luna, Marte y más profundamente en el Sistema Solar. Anteriormente conocida como Deep Space Gateway (Portal de Espacio Profundo), la estación fue renombrada en la propuesta de 2018 de la NASA para el presupuesto federal de Estados Unidos de 2019. Cuando se completó el proceso de presupuestación, el Congreso había comprometido US$ 450 millones para estudios preliminares.El presupuesto de la NASA para el año fiscal 2025 incluye 817,7 millones de dólares para el proyecto.

## Planificación actual

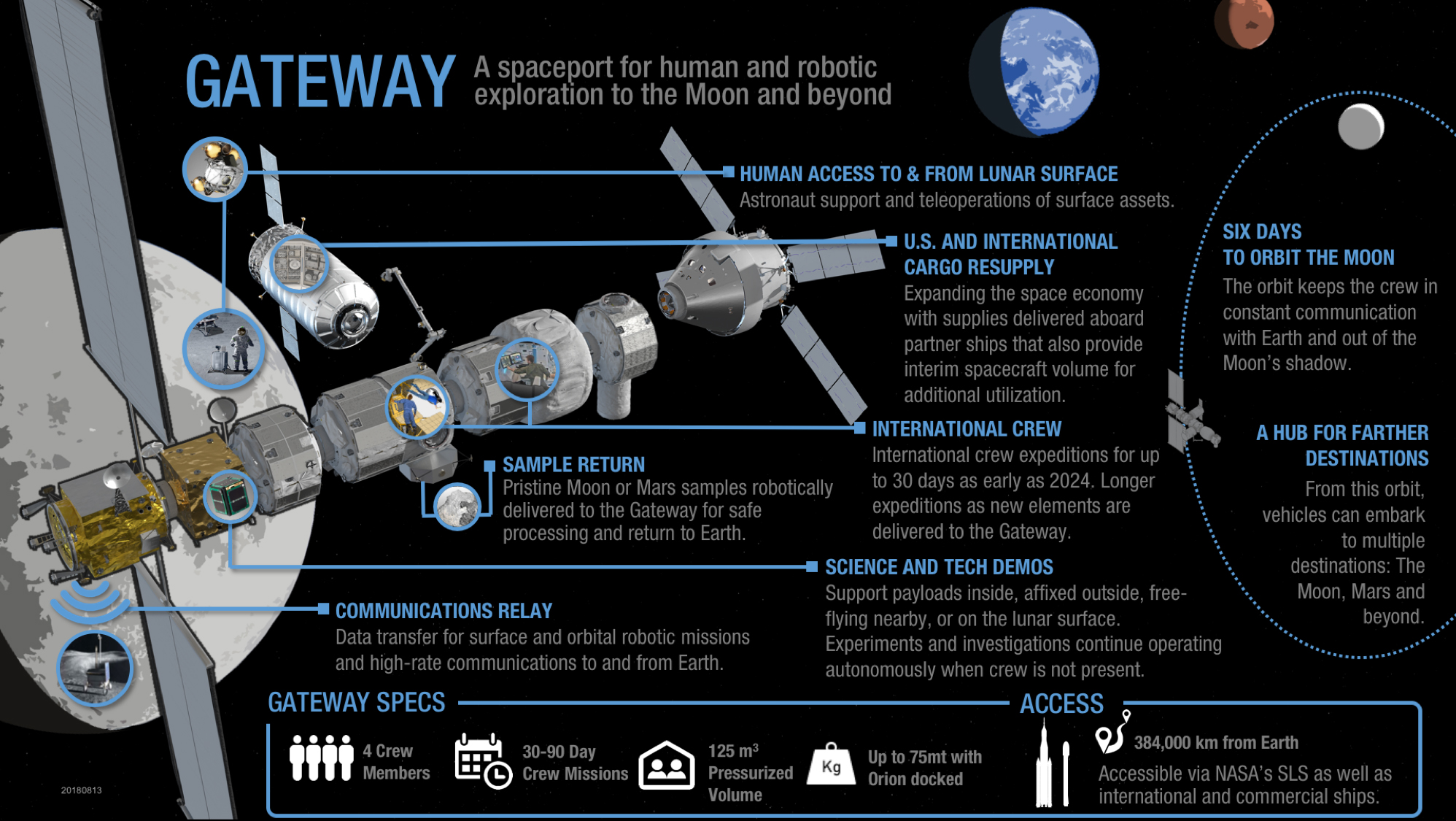
La Lunar Gateway avanza los objetivos de la NASA de mantener la exploración espacial humana y sirve como una plataforma para impulsar las operaciones cislunares, el acceso a la superficie lunar y las misiones a Marte.

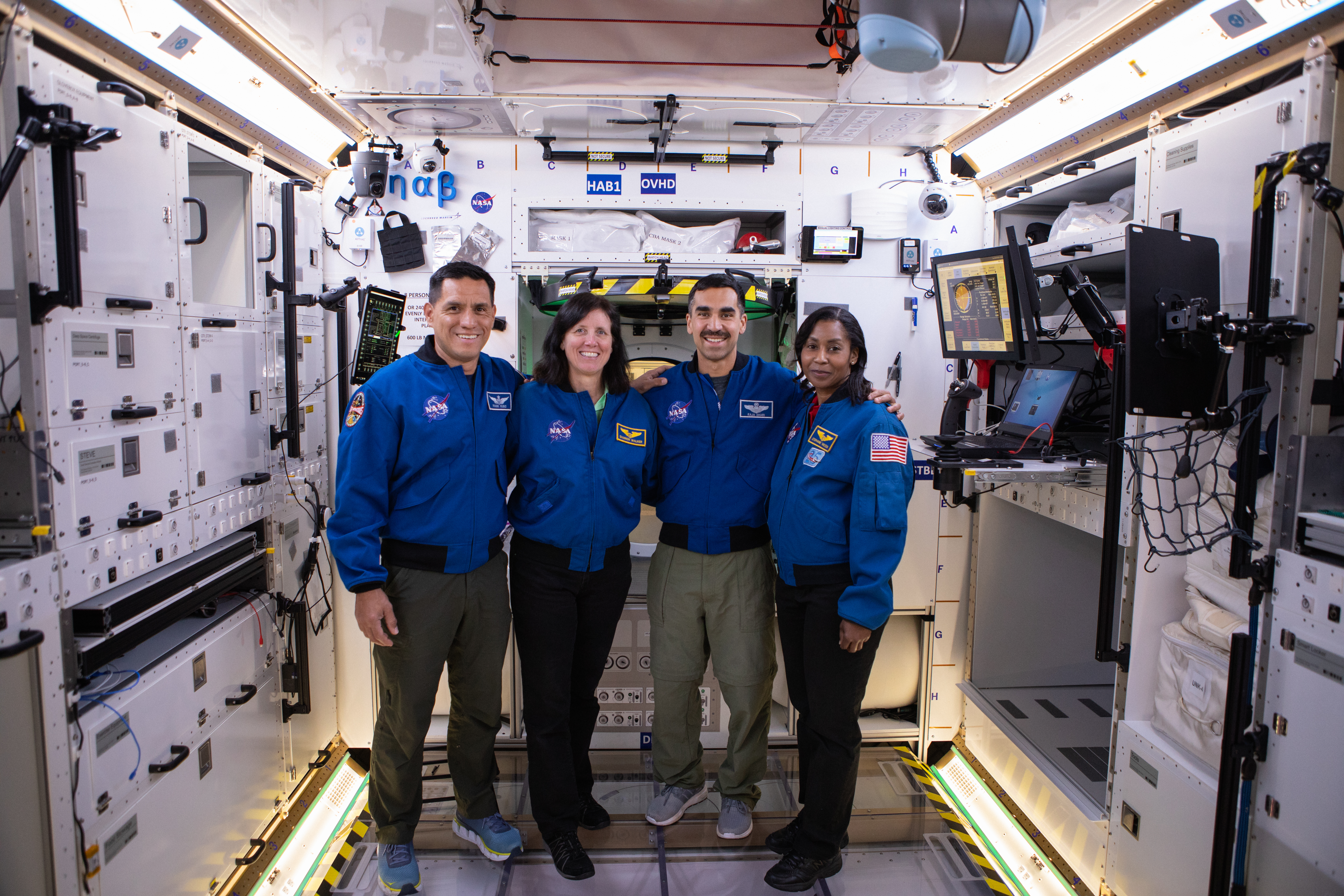
Cuatro astronautas dentro la maqueta del módulo Lunar Gateway en las Instalaciones de procesamiento de la estación espacial.

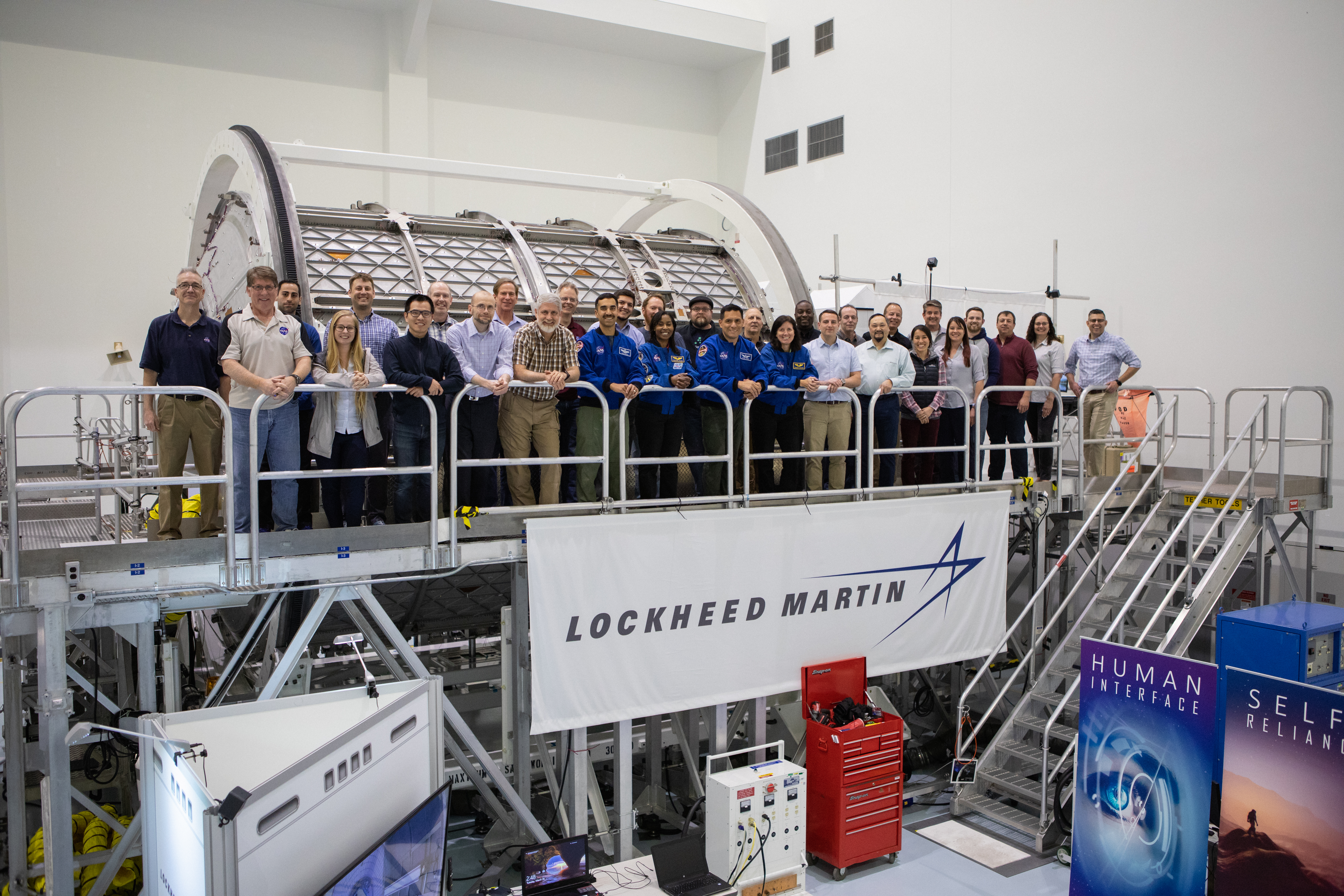
Foto grupal de los empleados de la NASA y Lockheed Martin con una de las maquetas de capacitación de módulos de la estación espacial LOP-G dentro del SSPF

Para apoyar la primera misión tripulada a la estación (Artemis 3) planificada para 2025, la Gateway será una estación minimalista compuesta de solo dos módulos: el Elemento de Propulsión y Energía (PPE) y el Módulo de Habitación Mínima (MHM).
La Gateway está planificada para desplegarse en una órbita de halo casi rectilínea (NRHO) altamente elíptica de siete días alrededor de la Luna, lo que llevaría a la estación a 3000 kilómetros del polo norte lunar en la aproximación más cercana y tan lejos como 70.000 kilómetros sobre el polo sur lunar. Viajar hacia y desde el espacio cislunar (órbita lunar) está destinado a desarrollar el conocimiento y la experiencia necesarios para aventurarse más allá de la Luna y hacia el espacio profundo. La órbita NRHO propuesta permitiría a las expediciones lunares desde Gateway alcanzar una órbita polar baja con un delta-v de 730 m/s y medio día de tiempo de tránsito. El mantenimiento de la estación orbital requeriría menos de 10 m/s de delta-v por año, y la inclinación de la órbita podría cambiarse con un gasto relativamente pequeño de delta-v, permitiendo el acceso a la mayor parte de la superficie lunar. La nave espacial lanzada desde la Tierra realizaría un sobrevuelo motorizado de la Luna (delta-v = ~180 m/s) seguido de una quemadura de inserción de la órbita NRTA delta-V ~240 m/s para atracar con la Gateway a medida que se acerca al punto de apoapsis de la Luna en su órbita. El tiempo total de viaje sería de 5 días; el regreso a la Tierra sería similar en términos de duración del viaje y requisito delta-V si la nave espacial pasa 11 días en Gateway. La duración total de la misión tripulada de 21 días y ~840 m/s delta-V está limitada por las capacidades de los sistemas de soporte vital y de propulsión de Orión.
La Gateway también podría admitir el desarrollo y las pruebas de utilización de recursos in situ (ISRU) de fuentes lunares y de asteroides, y ofrecería la oportunidad de una acumulación gradual de capacidades para misiones más complejas a lo largo del tiempo. Varios componentes de Gateway se lanzarían en vehículos de lanzamiento comercial y en el Sistema de lanzamiento espacial (SLS) a medida que Orión co-manifestara cargas útiles en las misiones Artemis 4 a través de Artemis 8. Según Roscosmos, también pueden usar lanzadores pesados Proton-M y Angara-A5M para volar cargas útiles o tripulación.
Todos los módulos se conectarán utilizando el International Docking System Standard.

### Módulos contratados
- El Elemento de Propulsión y Energía (PPE) comenzó a desarrollarse en el Laboratorio de Propulsión a Chorro durante la ahora cancelada Misión de Redirección de Asteroides. El concepto original era una nave espacial eléctrica solar robótica de alto rendimiento que recuperaría una roca de varias toneladas de un asteroide y la llevaría a la órbita lunar para su estudio.[25] Cuando se canceló ARM, la propulsión eléctrica solar fue reutilizada para LOP-G.[26][27] El PPE permitirá el acceso a toda la superficie lunar y actuará como un remolcador espacial para las naves visitantes.[28] También servirá como centro de comando y comunicaciones de Gateway.[29][30] El PPE está diseñado para tener una masa de 8-9 t y la capacidad de generar 50 kW[31] de energía eléctrica solar para sus propulsores iónicos, que puede complementarse con propulsión química.[32] Está dirigido al lanzamiento en un vehículo comercial en 2022.[33][34] En mayo de 2019, Maxar Technologies fue contratada por la NASA para fabricar este módulo, que también suministrará energía eléctrica a la estación y se basa en el bus satelital de la serie 1300 de Maxar.[35] Maxar recibió un contrato de precio fijo de US$375 millones para construir el PPE. La NASA está suministrando al PPE un sistema de comunicaciones de banda S para proporcionar un enlace de radio con vehículos cercanos y un adaptador de acoplamiento pasivo para recibir el futuro módulo de utilización de Gateway.[36]

- El Módulo de Habitación Mínima (MHM), también llamado Puesto de avanzada y Logística (HALO)[37][38] y anteriormente conocido como Módulo de utilización,[39] será construido por Northrop Grumman Innovation Systems (NGIS).[15][40] Un vehículo de lanzamiento comercial lanzaría el MHM antes de fin de año de 2023. El MHM se basa en un módulo de reabastecimiento de Cygnus Cargo[15] al exterior de los cuales se agregarán puertos de acoplamiento radiales, radiadores montados en el cuerpo (BMR), baterías y antenas de comunicaciones. El MHM será un módulo de vivienda reducido,[41] Sin embargo, contará con un volumen presurizado funcional que proporcionará capacidades suficientes de comando, control y manejo de datos, almacenamiento de energía y distribución de energía, control térmico, comunicaciones y seguimiento, dos puertos de acoplamiento axiales y hasta dos radiales, volumen de estiba, control ambiental y de vida útil, sistemas de apoyo para aumentar la nave espacial Orión y apoyar a una tripulación de cuatro durante al menos 30 días.[40]

### Módulos propuestos
El concepto de Lunar Gateway todavía está evolucionando, y actualmente está destinado a incluir los siguientes módulos:
- El Módulo de Servicio del Sistema Europeo de Suministro de Reabastecimiento de Combustible, Infraestructura y Telecomunicaciones (ESPRIT) proporcionará capacidad adicional de xenón e hidrazina, equipo de comunicaciones adicional y una esclusa de aire para paquetes de ciencia.[43] Tendría una masa de aproximadamente de 4.000 kg, y una longitud de 3.91 m.[44] Los estudios y el diseño se realizan principalmente por Airbus[45] y OHB.[46]

- El Módulo de Habitación Internacional (International Habitation Module) y el Módulo de Habitación Mínima (Minimal Habitation Module) son los dos módulos de habitación. El Módulo de Habitación Internacional se lanzará en Artemis 4 o Artemis 5 y juntos proporcionarán un mínimo de 125 m³ de volumen habitable a la estación.[43]

- Los Módulos de Logística de Gateway se utilizarán para repostar, reabastecer y proporcionar logística a bordo de la estación espacial. El primer módulo de logística enviado a LOP-G también llegará con un brazo robótico, que será construido por la Agencia Espacial Canadiense.[47][48]

- El módulo Gateway Airlock se utilizará para realizar actividades extravehiculares fuera de la estación espacial y tendría el puerto de atraque para el transporte espacial propuesto.

### Cronología propuesta
| Año     | Objetivo de montaje del vehículo                                                 | Nombre de la misión | Vehículo de lanzamiento                    | Elementos humanos/robóticos |
| ------- | -------------------------------------------------------------------------------- | ------------------- | ------------------------------------------ | --------------------------- |
| Q4 2022 | Lanzamiento del Elemento de Propulsión y Energía (PPE)                           |                     | Vehículo de lanzamiento comercial          | Sin tripulación             |
| 2023    | Módulo de Habitación Mínima (MHM)                                                |                     | Vehículo de lanzamiento comercial          | Sin tripulación             |
| 2023    | Tres componentes de un módulo de aterrizaje lunar prescindible                   |                     | Vehículo de lanzamiento comercial          | Sin tripulación             |
| 2024    | Orión atracando en Gateway, seguido de un aterrizaje lunar y regreso a Gateway   | Artemis 3           | Sistema de lanzamiento espacial, bloque 1B | Tripulado                   |
| 2025    | Orión entregará el módulo de habitación de los Estados Unidos; aterrizaje lunar. | Artemis 4           | Sistema de lanzamiento espacial, bloque 1B | Tripulado                   |
| 2026    | Orión entregará Hábitat de los Estados Unidos; aterrizaje lunar                  | Artemis 5           | Sistema de lanzamiento espacial, bloque 1B | Tripulado                   |
| 2027    | Orión entregará el primer módulo de logística y el brazo robótico.               | Artemis 6           | Sistema de lanzamiento espacial, bloque 1B | Tripulado                   |
| 2028    | Entregar un módulo de logística; aterrizaje lunar                                | Artemis 7           | Sistema de lanzamiento espacial, bloque 1B | Tripulado                   |

## Historia

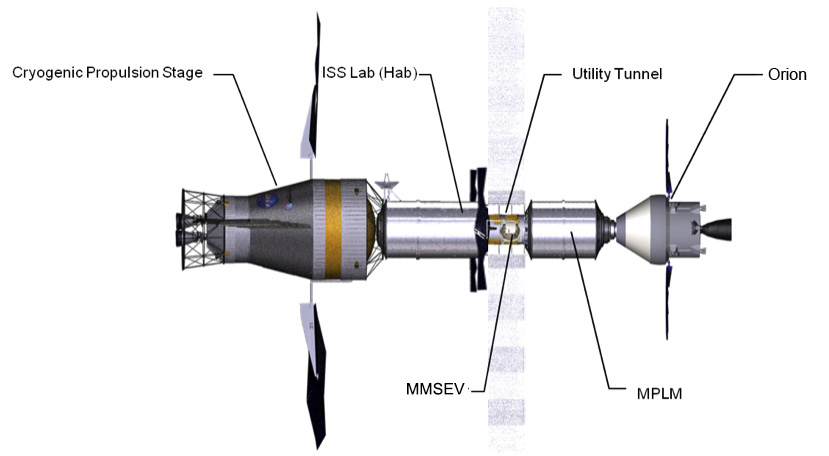
Concepto de hábitat del espacio profundo.

### Estudios
Una propuesta anterior de la NASA para una estación cislunar se hizo pública en 2012 y se denominó Hábitat del Espacio Profundo. Esa propuesta había llevado a la financiación en 2015 bajo el programa NextSTEP para estudiar los requisitos de los hábitats del espacio profundo. En febrero de 2018, se anunció que los estudios NextSTEP y otros estudios de socios de la ISS ayudarían a guiar las capacidades requeridas de los módulos de habitación de la Gateway.
El 27 de septiembre de 2017, se anunció una declaración conjunta informal sobre la cooperación entre la NASA y Roscosmos. El Elemento de Propulsión y Energía (PPE) de Gateway fue originalmente una parte de la ahora cancelada Misión de Redirección de Asteroides.
El 7 de noviembre de 2017, la NASA solicitó a la comunidad científica mundial que presentara conceptos para estudios científicos que pudieran aprovechar la ubicación de Gateway en el espacio cislunar. El Taller de Ciencia Conceptual de Deep Space Gateway se llevó a cabo en Denver, Colorado, del 27 de febrero al 1 de marzo de 2018. Esta conferencia de tres días fue un taller donde se realizaron 196 presentaciones para posibles estudios científicos que podrían avanzarse mediante el uso de Gateway.
En 2018, la NASA inició una competencia de Enlace Académico de Conceptos de Sistemas Aeroespaciales Revolucionarios (RASC-AL) para que las universidades desarrollen conceptos y capacidades para Gateway. Se les pide a los competidores que empleen ingeniería y análisis originales en una de las siguientes áreas:
- Utilización de Gateway y operaciones sin tripulación
- Acceso a la superficie lunar humana basado en Gateway
- Logística de Gateway como una plataforma científica
- Diseño de un remolcador cislunar basado en Gateway

Se solicitó a los equipos de estudiantes de pregrado y posgrado que envíen una respuesta antes del 17 de enero de 2019 que aborde uno de estos cuatro temas. La NASA seleccionará 20 equipos para continuar desarrollando los conceptos propuestos. Catorce de los equipos presentaron sus proyectos en persona en junio de 2019 en el Foro RASC-AL en Cocoa Beach, Florida, recibiendo un estipendio de US$ 6.000 para participar en el Foro. "Lunar Exploration and Access to Polar Regions" de la Universidad de Puerto Rico en Mayagüez fue el concepto ganador.

### Potencia y propulsión
El 1 de noviembre de 2017, la NASA encargó 5 estudios que duraron cuatro meses sobre formas asequibles de desarrollar el Elemento de Propulsión y Energía (PPE), con la esperanza de aprovechar los planes de las empresas privadas. Estos estudios tuvieron un presupuesto combinado de US$2,4 millones. Las empresas que realizaron los estudios de PPE fueron Boeing, Lockheed Martin, Orbital ATK, Sierra Nevada y Space Systems/Loral. Estos premios se suman al conjunto continuo de premios NextSTEP-2 realizados en 2016 para estudiar el desarrollo y hacer prototipos terrestres de módulos de hábitat que podrían usarse en la Plataforma Lunar Orbital-Gateway, así como otras aplicaciones comerciales, por lo tanto, es probable que el LOP-G incorpore componentes desarrollados bajo NextSTEP también.
Los funcionarios de la NASA declararon que el motor de iones más probable para ser usado en el PPE es el propulsor Hall de 14 kW llamado Sistema Eléctrico Avanzado de Propulsión (AEPS) que tiene un Isp de hasta 2,600 s. El motor está siendo desarrollado por Glenn Research Center, el Jet Propulsion Laboratory y Aerojet Rocketdyne. Cuatro motores AEPS idénticos consumirían los 50 kW generados.
En 2019, el contrato para fabricar el PPE se adjudicó a una división de Maxar Technologies (anteriormente SSL). Después de un período de demostración de un año, la NASA "ejercitaría una opción de contrato para tomar el control de la nave espacial". Su tiempo de servicio esperado es de unos 15 años.

## Crítica
Funcionarios de la NASA promueven la Gateway como un "módulo de comando reutilizable" que podría dirigir actividades en la superficie lunar. Sin embargo, Gateway ha recibido algunas reacciones negativas:
El ex astronauta de la NASA Terry W. Virts, que fue piloto de la misión STS-130 a bordo del transbordador espacial Endeavour y comandante de la EEI en la Expedición 43, escribió en un artículo de opinión en Ars Technica que Gateway "encadenaría la exploración humana, no la haría posible". También afirmó: "Si no tenemos el objetivo [de Gateway], estamos poniendo la proverbial gallina antes que el huevo al desarrollar "Gemini" antes de saber cómo será "Apolo". Independientemente de un futuro destino, como alguien que vivió en la EEI durante 200 días, no puedo imaginar una nueva tecnología que se desarrollaría o validaría construyendo otra estación espacial modular. Sin un objetivo específico, es improbable que lleguemos a identificarlo". Terry criticó además a la NASA por abandonar su objetivo previsto de separar la tripulación de la carga, que se puso en marcha tras el desastre del transbordador espacial Columbia en 2003.
El fundador de la Mars Society, Robert Zubrin, quien ha abogado constantemente por una misión humana a Marte, llamó a la Lunar Gateway "el peor plan de la NASA hasta ahora" en un artículo en la National Review. Zubrin continuó diciendo que, en su opinión, la propuesta de Gateway no sería útil para ir a la Luna, Marte, asteroides cercanos a la Tierra o cualquier otro destino posible. También declaró que la ISS podría cumplir muchos de los objetivos de Gateway y que "no hay nada en la órbita lunar". Zubrin también declaró que "si el objetivo es construir una base lunar, debería construirse en la superficie de la Luna. Ahí es donde está la ciencia, ahí es donde está el material de protección, y ahí es donde están los recursos para hacer propelente y se encuentran otras cosas útiles".
El ingeniero aeroespacial retirado Gerald Black declaró que Gateway es "inútil para apoyar el retorno humano a la superficie lunar y una base lunar". Agregó que no estaba planeado para ser utilizado como depósito de combustible para cohetes y que detenerse en la Lunar Gateway en el camino hacia o desde la Luna no tendría ningún propósito útil y propulsor de costos.
En julio de 2018, Pei Zhaoyu, subdirector del Centro de Programas Espaciales y de Exploración Lunar de la Administración Nacional del Espacio de China, concluyó que, desde un punto de vista de costo-beneficio, Gateway habría "perdido la rentabilidad". Pei dijo que el plan chino es centrarse en una estación de investigación en la superficie.
Michael D. Griffin, un exadministrador de la NASA, dijo que en su opinión, Gateway puede ser útil solo después de que haya instalaciones en la Luna que produzcan propulsores que puedan ser transportados a la estación. Griffin cree que, una vez logrado eso, Lunar Gateway serviría mejor como depósito de combustible.
El astronauta del Apolo 11, Buzz Aldrin, declaró que "se opone bastante a Gateway" y que "utilizar Gateway de enlace como zona de parada para misiones robóticas o humanas a la superficie lunar es absurdo". Aldrin también cuestionó la utilidad de la idea de enviar "una tripulación a un punto intermedio del espacio, recoger allí un módulo de aterrizaje y bajar". Por el contrario, Aldrin se mostró partidario del concepto Moon Direct de Robert Zubrin, que implica que los módulos de aterrizaje lunar viajen desde la órbita terrestre hasta la superficie lunar y regresen.
La ex-astronauta de la NASA Eileen Collins, que era piloto y comandante del transbordador espacial, y Harrison Schmitt, que era piloto del Módulo Lunar a bordo del Apolo 17, criticaron los planes de la NASA por no ser lo suficientemente ambiciosos. Aunque no mencionaron directamente a Gateway, Collins declaró que "2028 para los humanos en la luna parece estar muy lejos" y que "podemos hacerlo antes", mientras que Schmitt afirmó que "el ritmo del programa propuesto no lo hizo". No coincide con lo que ocurrió bajo Apolo".
Mark Whittington, colaborador del periódico The Hill y autor de varios estudios de exploración espacial, declaró en un artículo que el "proyecto de órbita lunar no nos ayuda a volver a la Luna". Whittington también señaló que no se utilizó una estación espacial en órbita lunar durante el programa Apolo y que un "módulo de aterrizaje lunar reutilizable podría repostar desde un depósito en la superficie lunar y dejarse en una órbita de estacionamiento entre misiones sin la necesidad de un complejo grande y complejo estación Espacial."
El astrofísico Ethan Siegel escribió un artículo en Forbes titulado "La idea de la NASA para una estación espacial en la órbita lunar no lleva a la humanidad a ninguna parte". Siegel afirmó que "la órbita de la Luna representa un progreso apenas incremental; las únicas 'ventajas' científicas de estar en órbita lunar en oposición a la órbita terrestre baja son dos: La 1era: Estás fuera de los cinturones de Van Allen; La 2da: Estás más cerca de la superficie lunar", reduciendo el retraso de tiempo. Su opinión final fue que Gateway es "una excelente manera de gastar una gran cantidad de dinero, haciendo avanzar la ciencia y la humanidad de manera no apreciable".
El exadministrador asociado de la NASA, Doug Cooke, escribió en un artículo en The Hill afirmando que Gateway debería diferirse a favor de desarrollar aún más la etapa superior de exploración del Sistema de lanzamiento espacial. Cooke también escribió que el SLS Block 1B se puede usar para lanzar un módulo de aterrizaje lunar en un solo lanzamiento, reduciendo así la cantidad de operaciones de misión críticas.
George Abbey, exdirector del Centro Espacial Johnson de la NASA, declaró que "la Lunar Gateway está, en esencia, construyendo una estación espacial para orbitar una estación espacial natural, es decir, la luna" y que "si vamos a volver a la Luna, debemos ir allí directamente, no construir una estación espacial para orbitarla".

## Respuesta de la NASA
El 10 de diciembre de 2018, el administrador de la NASA Jim Bridenstine dijo en una presentación "Hay gente que dice que tenemos que llegar allí, y tenemos que llegar allí mañana", hablando de una misión tripulada a la Luna, contraatacando con "Lo que estamos haciendo aquí en la NASA es seguir la Directiva de Política Espacial 1", hablando del Gateway y siguiendo con "Yo argumentaría que llegamos allí en 1969. La carrera ha terminado y hemos ganado. Ahora hay que construir una arquitectura sostenible y reutilizable. [...] La próxima vez que vayamos a la Luna, tendremos botas americanas en la Luna con la bandera americana sobre sus hombros, y estarán codo con codo con nuestros socios internacionales que nunca antes han estado en la Luna".

Dan Hartman, director del programa Gateway, declaró el 30 de marzo de 2020 a Ars Technica que las ventajas de utilizar Gateway son la prolongación de la duración de la misión, la reducción del riesgo, la capacidad de investigación y la posibilidad de reutilizar los módulos de ascenso:
Cuando se realiza una misión simple, diría directa, a la Luna, los suministros son limitados, ya sea con el Lander o con Orion. Con el Gateway, con un solo módulo logístico, creemos que podemos ampliar la duración de la misión al doble, es decir, de 30 a 60 días. Obviamente, cuanto más tiempo tenga la tripulación en órbita lunar, más podremos investigar los aspectos humanos de la vida en el espacio profundo. Cuanta más duración tengamos, sin duda nos ayudará a reducir riesgos significativos con los entornos extremos a los que vamos a someter a nuestras tripulaciones. Porque tenemos que averiguar cómo operar en el espacio profundo. Obviamente, haremos demostraciones de nuevo hardware y ofreceremos esa vía flexible sostenible para nuestro sistema Lunar Lander. Con el Gateway, la idea es que podamos reutilizar los módulos de ascenso potencialmente varias veces. Y, de nuevo, si conseguimos que la duración de la misión supere los 30 días, nos ofrecerá algunas capacidades medioambientales adicionales. Creemos que es un gran activo de reducción de riesgos, no sólo para explorar la Luna de forma sostenible, sino para probar algunas cosas que tenemos que hacer para llegar a Marte.